# Eupogonius triangularis
Eupogonius triangularis är en skalbaggsart som beskrevs av Linsley 1935. Eupogonius triangularis ingår i släktet Eupogonius och familjen långhorningar. Inga underarter finns listade i Catalogue of Life.